# Cretoxyla
Cretoxyla – wymarły rodzaj owadów z rzędu muchówek i rodziny pośniadkowatych, obejmujący tylko jeden znany gatunek Cretoxyla azari.
Rodzaj i gatunek opisane zostały w 2011 roku przez Davida A. Grimaldiego i Jeffreya M. Cumminga. Opisu dokonano na podstawie inkluzji pochodzącej z neokomu, znalezionej w Libanie. Epitet gatunkowy nadano na cześć Dany’ego Azara.
Muchówka ta miała nieco spłaszczoną grzbietobrzusznie głowę o dużych, nagich oczach złożonych. Czułki były u niej grube, czterokrotnie dłuższe niż szerokie i tak długie jak głowa, o biczyku wyglądającym na siedmioczłonowy. Tułów miał dość duże, kołnierzowate przedplecze i duże, płaskie śródplecze. Odnóża przedniej pary nie miały ostróg na wierzchołkach goleni. Stopy miały przylgowate empodia. Użyłkowanie skrzydła odznaczało się słabo zaznaczoną żyłką medialną, brakiem żyłki radialnej R2+3 oraz bardzo małą trzecią komórką medialną o długości i szerokości wynoszących połowę tych u komórki dyskoidalnej.